# Jean-Pierre Claris de Florian
Jean-Pierre Claris de Florian (Cévennes, 6 de marzo de 1755 - Sceaux, 12 de septiembre de 1794) fue un escritor francés, sobrino de Voltaire.

## Biografía
De familia noble, su madre era de origen español; fue paje y luego gentilhombre ordinario del Duque de Penthiévre; siguió la carrera de las armas y llegó a ser oficial de dragones; su tío Voltaire le hizo leer a los diez años las Fábulas de Jean de La Fontaine, con lo que el joven se aficionó a la literatura. Escribió para el teatro de Arlequinades, en 1784, comedias inspiradas del teatro italiano: Los dos billetes (1782), Le bon Menàge (1783), Le bon père (1784); Estela y Némorin son novelas pastoriles en prosa y verso; sabía castellano, que aprendió durante una estancia cuando era niño en España, e hizo una traducción bastante libre de La Galatea de Cervantes (1783); son también novelitas pseudohistóricas Numa Pompilio (1786), Gonzalve de Cordove (1791) y Guillermo Tell o la libertad de Suiza. Destacó con sus Fábulas, 1792, algunas de las cuales se inspiran en las de Tomás de Iriarte, y uno de sus poemas, Plaisir d'amour, se transformó en un aria célebre de ópera. Fue elegido miembro de la academia francesa en 1788. Se mezcló con la Revolución francesa, cuyos principios apoyó, pero fue detenido cómo sospechoso en 1794 y escapó de la guillotina en el momento de la caída de Robespierre, pero falleció al poco de los sufrimientos y penalidades pasados en prisión, cuando contaba treinta y nueve años. 
El escultor Jacques Auguste Fauginet, realizó en 1838, un busto de Claris de Florian, que se conserva en el Jardín des Félibres de Sceaux.

## Obras

### Fábulas
- Fables (1792)

### Teatro
- Les Deux Billets (1779)
- Jeannot et Colin (1780)
- Les Jumeaux de Bergame, Le Bon ménage (1782)

### Novelas
- Blio (1783)
- Numa Pompilius, (imitación del Télémaque de Fenelon, 1786)
- Estelle et Némorin (1788)
- Gonzalve de Cordoue (1791) precedida de un estudio Précis historique sur les Maures

### Églogas
- Ruth (1784), premiada por la Académie française
- Tobie (1788)

### Cuentos
- Les muses
- Le vizir
- I

### Diversos
- Voltaire et le Serf du Mont Jura (1782) diálogo en verso entre Voltaire y un campesino, sobre la abolición de la servidumbre en los dominios del rey, premiado por la Academia.
- Eliézer et Nephtali (póstumo, 1803)
- Traducción libre del Don Quijote (póstuma, en 1798)
- Mémoires d'un jeune Espagnol